# Базилика Святого Августина (Аннаба)
Базилика святого Августина (фр. Basilique Saint-Augustin d’Annaba) — католическая церковь, находящаяся в городе Аннаба, Алжир. Храм является базиликой епархии Константины и назван в честь святого Августина, который был епископом Аннаба с 396 года до своей смерти в 430 году, когда город был осаждён вандалами.

## История
Строительство храма началось в 1881 году и закончилось 29 марта 1900 года. Освящение храма в честь святого Августина состоялось 24 апреля 1914 года, одновременно ему был присвоен почётный статус малой базилики.
В 2010 году проводилась реставрация храма при финансовой поддержке правительств Алжира, Франции и Римского папы Бенедикта XVI.
В базилике хранятся мощи святого Августина.